# Erebia gertha
Erebia gertha är en fjärilsart som beskrevs av Otto Staudinger 1886. Erebia gertha ingår i släktet Erebia och familjen praktfjärilar. Inga underarter finns listade i Catalogue of Life.